# Família 2mm de calibres
Este artigo lista os cartuchos de armas de fogo que tem calibres de diâmetro entre 2 milímetros (.079 polegadas) até 2,99 milímetros (.118 polegadas). Tais calibres geralmente tem usabilidade limitada a armas de muito pequeno porte ou miniaturas, devido ao reduzido diâmetro e certa raridade.

## Histórico
O calibre .10 (nominal), no geral é uma faixa bastante rara. Ele surgiu no início do desenvolvimento dos cartuchos metálicos com os Lefaucheux por volta de 1880, juntamente com revólveres miniatura para esse tipo de cartucho, mas devido a seu tamanho diminuto e por ser uma novidade, acabaram se tornando caros.
Em 1899, o relojoeiro austríaco Franz Pfannl, patenteou um novo design, muito mais econômico, e durante os 70 anos seguintes, muitos fabricantes ao redor do mundo lançaram seus próprios modelos de "armas" para esses cartuchos de espiga de 2 mm, gerlmente com a intenção de ser ofertado como um presente ou lembrança, sendo oferecidos em forma de prendedores de gravata, abotoaduras e pingentes para relógios.
A expectativa era que essas armas minúsculas disparassem festim, no entanto, as pessoas muitas vezes carregavam um chumbo pequeno, como o nº 9, e o disparavam dessa forma. Não só essas armas minúsculas se tornaram desejo de colecionadores, como também suas embalagens igualmente pequenas e nos mais diversos estilos e formatos.
Um dos representantes mais emblemáticos desse calibre é o "2mm Kolibri" usado na pistola de mesmo nome, criado por Franz Pfannl em 1910 e fabricado até 1914, quando o início da Primeira Guerra Mundial, interrompeu a produção.
Todas as medidas estão em milímetros, seguidos de, entre parênteses, polegadas.

## Calibres em 2mm
| Nome                        | Diâmetro do projétil | Tamanho do estojo | Diâmetro do aro | Diâmetro da base | Ombro      | Pescoço    | Tamanho total |
| --------------------------- | -------------------- | ----------------- | --------------- | ---------------- | ---------- | ---------- | ------------- |
| 2 mm pinfire                | ?                    | ?                 | ?               | ?                | ?          | ?          | ?             |
| 2,34mm rimfire              | 2,34 (.092)          | 6,1 (.240)        | 2,8 (.110)      | ?                | ?          | ?          | 9,13 (.359)   |
| .10 Eichelberger Long Rifle | 2,6 (.103)           | 14,4 (.568)       | 7,0 (.275)      | 5,7 (.225)       | 5,7 (.223) | 3,1 (.122) | ?             |
| .10 Eichelberger Pup        | 2,6 (.103)           | 19,5 (.767)       | 7,8 (.308)      | 6,3 (.249)       | 6,3 (.247) | 3,1 (.122) | ?             |
| .10 Eichelberger Squirrel   | 2,6 (.103)           | 15,6 (.613)       | 8,9 (.350)      | 7,4 (.291)       | 7,4 (.291) | 3,1 (.122) | ?             |
| 2mm Kolibri                 | 2,7 (.107)           | 9,4 (.370)        | 3,6 (.140)      | 3,6 (.140)       | N/A        | 3,5 (.139) | 10,9 (.430)   |